# 松浦氏櫛鱗鰨
松浦氏櫛鱗鰨為輻鰭魚綱鰈形目鰨亞目鰨科的其中一種，為亞熱帶海水魚，分布於西太平洋印尼及菲律賓海域，棲息深度0-18公尺，體長可達5.5公分，棲息在底層海域，生活習性不明。